# Annalista Saxo
De Annalista Saxo is de anonieme schrijver van een belangrijke rijkskroniek die is ontstaan in het klooster Nienburg in Anhalt.

## Algemeen
De kroniek van de Annalista Saxo beslaat de jaren 741 tot en met 1139. Zaken die worden behandeld zijn de levens en daden van de koningen van Duitsland en hun Karolingische voorgangers en contemporaine gebeurtenissen. De kroniek heeft een chronologische opbouw per jaar.
Het boek ontstond in de jaren 1148-1152. De samensteller heeft voor zijn kroniek meer dan 100 verschillende oudere bronnen gebruikt, waarvan een deel tegenwoordig niet meer bestaat. Belangrijke bronnen zijn onder meer de Hildesheimer annalen en de kronieken van Regino van Prüm en Ekkehard van Aura.
De identiteit van de schrijver is niet bekend; waarschijnlijk was het een monnik uit Nienburg. Het boek bevat 237 perkamenten bladzijden. De band stamt uit de 16e eeuw. De bekleding van het voor- en achterplat is gemaakt van bruin runderleer, de rug van schapenleer. De kroniek telt zestien versierde initialen.
Het handschrift bevindt zich in de Bibliothèque nationale de France in Parijs. Hoe de kroniek in Frankrijk terecht is gekomen is onbekend. In 1993 is het boek gerestaureerd.

## Tekstvoorbeelden
1116
- Verwoesting van de burcht Bentheim door de hertog van Saksen, Lotharius van Supplingenburg

1123
- Beleg van Deventer door hertog Lotharius
- Verzoening tussen keizer Hendrik V en bisschop Godebald van Utrecht

1139
- Overlijden van de bisschop van Utrecht Andries, opgevolgd door bisschop Hartbert

## Uitgaven
- Klaus Nass (ed.): Die Reichschronik des Annalista Saxo. Heruitgave met uitgebreide registers (MGH Scriptores 37). München 2006, ISBN 3-7752-5537-0.
- G.H. Pertz (ed.), Monumenta Germaniae Historica, Scriptores, IV, Hannover, 1844, pp. 542–777.